# Ерстенюк Ганна Михайлівна
Ерстенюк Ганна Михайлівна (нар. 5 листопада 1956 с. Перерісль, Надвірнянський р-н, Івано-Франківська область) — радянська та українська вчена-біолог, доктор біологічних наук (2005), професор (2007). Заслужена діячка науки і техніки України (2015)..

## Біографія
Ерстенюк Ганна Михайлівна закінчила Львівський університет у 1979 р., в якому працювала з 1989 р. до 1993 р. З 1990 р. — завідувач науково-дослідного сектора. З 1979 р. до 1987 р. та з 1993 р. працювала в Івано-Франківському медичному університеті: з 2007 р. — завідувач кафедри біології та медичної хімії з курсом фізколоїдної, біоорганізованої та біонеорганічної хімії.

## Основні наукові дослідження
Наукові дослідження — вивчення впливу ксенобіотиків на мікро- та макроелементний обмін; розробляє засоби профілактики та корекції мікроелементозів.

## Основні наукові праці
- Методичні вказівки до практичних занять з біологічної хімії для студентів стоматологічного факультету. Ів.-Ф., 1999 (співавт.);
- Інтоксикація кадмієм: токсикокінетика і механізм біоцидних ефектів // Журн. АМНУ. 2003. Т. 9, № 2 (співавт.);
- Ультрамікроскопічне дослідження печінки за умов корекції кадмієвої інтоксикації селеном // Вісн. проблем біології і медицини. 2004. № 3 (співавт.);
- Вплив селену на кисневотранспортну функцію крові за умов кадмієвої інтоксикації // ПЕМ. 2007. № 1–2.

## Нагороди та відзнаки
- 2015 р. — Заслужена діячка науки і техніки України